# Erősítő áramkör
Az erősítő áramkör valósítja meg a kis energiájú elektromos jelek felerősítését egy olyan szintre, melyet a következő alkalmazás megkíván.
Az erősítés egy vezérelt teljesítmény-átalakítási folyamat, melyben egy aktív négypólusra kapcsolt kis energiájú jelet a tápegység energiája révén lehet nagyobb szintre növelni.

## Fajtái
- Egyenfeszültségű erősítő (általában: feszültségstabilizátor)
- Váltakozó feszültségű erősítő
  - széles sávú erősítő (kis vagy nagyfrekvenciás szűrőkkel)
  - szelektív erősítő (csak a hasznos frekvenciatartomány erősítésére)

illetve:
- Műveleti erősítő
  - Differenciálerősítő (aszimmetrikus kimenethez: fázisösszegzős áramkörrel)
  - Darlington-kapcsolás
- Nagyjelű erősítő
  - Teljesítményerősítő (A; AB; B; C; D osztályok – lásd: erősítő)
  - Nagyjelű feszültségerősítő (pl: katódsugárcső erősítője)

## Az erősítés jellemzői
- Az erősítés nagysága 
  - feszültségerősítés
  - áramerősítés
  - teljesítményerősítés
- Az erősítő frekvenciamenete (sávszélessége)
- Bemeneti és kimeneti ellenállása (impedanciája)
- Jel/zaj viszony

Fontos tényező az erősítés fázisszöge (φ) is, ami frekvenciafüggő (ennek a visszacsatolásnál van szerepe.)
Az erősítő sávszélessége az erősítő alsó és felső határfrekvenciája közötti tartomány. Ez a két érték az, ahol az erősítés értéke 3dB-lel kisebb a közepes frekvencián elértnél.

## Erősítő alapkapcsolások

### Bipoláristranzisztorral
- A földelt – emitteres alapkapcsolás általános célú nagy erősítésű fokozat, egy erősítő láncban főerősítőként használjuk.
- A földelt – kollektoros alapkapcsolás egy illesztő fokozat, használható bemeneti és kimeneti illesztésekre.
- A földelt – bázisú alapkapcsolás alacsony impedanciás jelforrásokat illeszt. Alkalmazása: URH és FM tunerek bemeneti fokozata.

#### Tranzisztorokmunkapont beállításai
A tranzisztor esetében ez a megfelelő nyitó és záró irányú előfeszítést jelenti. Az egyenáramú feszültség és áramértékek, megfelelő beállítását munkapont beállításnak nevezzük. A munkapont beállítás független a tranzisztor váltakozó áramú munkapont beállításától, tehát mindhárom alapkapcsolásban azonos elven történik. 
A munkapont a tranzisztor karakterisztikáján kell, hogy legyen vezérlés nélkül, e pont jellemzői mérhetők a tranzisztoron.  Vezérlés hatására a munkapont körül jön létre a megváltozás. 
A tranzisztor karakterisztikája nemlineáris, a munkapont megválasztása jelentősen befolyásolja a jel torzulását. A helyes működéshez úgy választunk munkapontot, hogy a vezérlőjel amplitúdójának megfelelően a karakterisztika lineárisnak legyen tekinthető.
Nagyjelű erősítő esetében a kivezérelhetőség is megszabja a munkapont megválasztását. 

#### A földelt emitteres erősítőkapcsolás
Az áramkör bemenetére érkező váltakozó áramú jelet a (jelzés nélküli) bemeneti kondenzátor az egyenfeszültségről leválasztva az R1, R2 ellenállásokon keresztül a tranzisztor bázisára továbbítja. Az R1, R2 ellenállások a bázisfeszültség beállításával az erősítő munkapontját határozzák meg. A kapcsolás erősítése (elhanyagolásokkal): -R3/R4. Az erősítés negatív előjele azt jelzi, hogy az erősítő fázist fordít.

#### Földelt kollektoros alapkapcsolás
A kollektor a tápfeszültség forráson keresztül váltakozó áramúlag földelve van. 
A kimeneti ellenállás két részből tevődik össze. A kapcsolás látszó belső ellenállásából melybe a bemeneten lévő alkatrészek is beleszólnak, ezzel a látszó ellenállásértékkel kapcsolódik párhuzamosan az emitter ellenállás, és a tranzisztor kimeneti ellenállása.
- A kapcsolás jellegzetességei 
  - közel egységnyi, de annál kisebb a feszültségerősítés
  - nagy áramerősítés
  - nagy bemeneti ellenállás
  - kis kimeneti ellenállás
  - teljesítményerősítése közepes

A nagy bemeneti ellenállás nem terheli a megelőző fokozatot, a kis kimeneti ellenállás alacsony impedancián teszi lehetővé a teljesítményillesztést, emiatt a kapcsolást elsősorban elválasztó, meghajtó fokozatnak használják, szokás emitter követőnek is nevezni.

#### Földelt bázisú alapkapcsolás
A tranzisztor jellegzetessége, hogy a bázis – emitter diódán keresztül vezéreljük, ha váltakozó áramúlag a bázist földeljük a bemeneti elektróda szerepét az emitter veszi át. A munkapont beállítás ugyanúgy kell, hogy történjen, csak a váltakozó áramú csatlakozások helyeződnek át.
A tranzisztor vezérlő feszültségét a h11 paraméteren eső feszültség adja. A földelt bázisú alapkapcsolásban ezt a feszültséget az emitter áram hozza létre, ez h21szer nagyobb, mint a földelt –emitteres alapkapcsolásban az i1 áram. Mivel a tranzisztoron ugyanaz a bázis – emitter feszültség keletkezik a földelt – bázisú kapcsolásban látszólag h11/h22 ellenállás hozza létre ezt a feszültség esést. A tranzisztor kimeneti vezetése lecsökken, azaz a kimeneti ellenállása h21 szeresére nő, ezért az Rc mellett elhanyagolható.
- Jellemzői: 
  - kicsi bemeneti ellenállás
  - nagy kimeneti ellenállás
  - nagy feszültség erősítés
  - egységnyinél kisebb áramerősítés
  - fázist nem fordít
  - teljesítményerősítése nagy

### Térvezérlésű tranzisztorral

#### A térvezérlésű tranzisztorok munkapont beállítása
A j–FET működésének feltétele, hogy a GATE a SOURCE-hoz képest negatívabb legyen, ehhez a GATE-et egy ellenálláson keresztül a földre kötjük, ami azért lehetséges, mert nincs GATE áram, így bármekkora ellenállással egyen szinten földelni tudjuk a GATE-et. Az Rs ellenállással olyan feszültséget állítunk be a SOURCE-on, hogy a kívánt negatív előfeszítés létrejöjjön. Rg-t úgy választjuk meg, hogy az erősítőfokozata nagy bemeneti ellenállását ne rontsa el, ezért MΩ nagyságrendű. 
A bipoláris tranzisztorok áramvezérelt áramgenerátorok, működtetésükhöz vezérlő áram, és vezérlő teljesítmény szükséges. A FET tranzisztorok ezzel szemben vezérlőteljesítmény nélkül, feszültséggel vezérelhetők, így olyan alapkapcsolások hozhatók létre, melyek nagyon nagy bemeneti  ellenállással rendelkeznek, így nem terhelik a jelforrásokat. Ilyenek például a mérőerősítők. 

#### FöldeltSOURCEalapkapcsolás
Munkapont számítás. A GATE negatív  munkaponti feszültségét az Rs értékén keresztül állítjuk be, mivel a GATE-en nem folyik egyenáram. Rg tetszőleges értéke mellett Ug0=0, azaz Rg-n nincs egyenfeszültségű feszültségesés.
Váltakozó áramú helyettesítő képe: A FET-es kapcsolások helyettesítő képében admittancia (Y) vagy inverz hibrid (D) paramétereket alkalmazunk. 
- Jellemzők: 
  - A földelt source hasonló a földelt emittereshez.
  - Általános célú erősítőkapcsolás.
  - Közepes feszültségerősítés
  - Nagy áramerősítés
  - Nagyon nagy bemeneti ellenállás
  - Közepes kimeneti ellenállás
  - Nagy teljesítményerősítés

#### FöldeltDRAINalapkapcsolás
Ez a kapcsolás a földelt kollektoros alapkapcsolású tranzisztor megfelelője. SOURCE követőnek is nevezni, ugyanúgy illesztési célokra is használható. 
Azért van szükség a GATE osztóra, mivel a Földelt Source kapcsolásnál megismert módszerrel nem állítható be a kívánt UGS0 és UDS0 érték, mivel hiányzik az RD ellenállás, így a tápfeszültség UDS0+ID0*RS.

#### Földelt GATE alapkapcsolás
A földelt bázisúhoz hasonlóan a FET is vezérelhető a földelt elektródáján keresztül, úgy hogy a GATE váltakozó áramúlag földelve van. A munkapont beállítás megegyezik a földelt SOURCE alapkapcsolással.
- Jellemzők: 
  - Feszültségerősítés közepes
  - Áramerősítés megközelítőleg egységnyi
  - Kicsi a bemeneti ellenállás
  - Közepes a kimeneti ellenállás
  - Közepes a teljesítményerősítés

## Többfokozatú erősítők
A gyakorlatban általában több, sorba kapcsolt erősítő áramkört használunk.
Ezek a bemenő oldaltól kezdve:
- Előerősítő
- Főerősítő (szintén több részből állhat)
- Teljesítményerősítő

### Erősítőfokozatok csatolása
A megismert alapkapcsolások eltérő váltakozó áramú jellemzőkkel rendelkeznek. Egy adott alkalmazásban a kívánt tulajdonságokat több alapkapcsolás összekapcsolásával biztosíthatjuk. Az így nyert erősítő kapcsolást többfokozatú erősítőnek nevezzük.
A többfokozatú erősítő jellemzői: 
- a bemeneti ellenállást az első fokozat, a kimeneti ellenállást az utolsó fokozat határozza meg
- az egyes fokozatokat négy pólusként kezelhetjük, Az egymás után kapcsolt négy pólusokat lánckapcsolásnak hívjuk

A többfokozatú erősítők szükségessége: gyakran szükségünk van olyan nagy erősítésre amekkorát egyetlen fokozattal nem tudunk, vagy nem szerencsés létrehozni. Ezért ebben az esetben többfokozatú erősítőt alkalmazunk.
Az erősítő fokozatok összekapcsolása:
Az egyes fokozatok összekapcsolását csatolásnak nevezzük. A csatolást külön csatoló négy pólusként kezeljük, ennek alapján különböző csatolási módokat különböztetünk meg. 
Legelterjedtebben három csatolási módot használunk:
- közvetlen (galvanikus DC ) csatolás
- RC Csatolás
- Transzformátoros csatolás

#### Közvetlen csatolás (DC)
A DC csatolás lényege, hogy az egymást követő fokozatok egyenáramú elválasztás nélkül, közvetlenül kapcsolódnak össze, emiatt az egyes tranzisztorok munkapontja nem független a többitől. Emiatt kevesebb munkapont beállító elemre van szükség, viszont minden változás befolyásolja az összes többi fokozatot.Másik hátránya, hogy a szükséges munkaponti feszültségekkel eltolódnak az egymást követő tranzisztorok feszültség szintjei. Így nyugalmi helyzetben is jelentős egyenfeszültség van a kimeneten.
A legnagyobb probléma a DC erősítők alkalmazásakor a munkapont vándorlás, ezt DRIFT-nek nevezzük. Két fő oka van a tápfeszültség változás és a hőmérsékletváltozás. Az előbbit stabilizálással ki lehet küszöbölni, az utóbbit megfelelő kapcsolástechnikával, szinteltolással kompenzáljuk.
DC csatolást akkor alkalmazunk, ha feltétlenül szükséges az egyen szint átvitel, pl. mérőerősítőkben.
- Kétfokozatú DC erősítő:

Ez a kapcsolás így működésképtelen, mert pozitív irányba csak 0,4V kivezérelhetősége marad. T2 tranzisztor munkapont beállítása nem lehet A osztályú, csak AB osztályú, emiatt magasabb tápfeszültséget kell alkalmazni, és a kapcsoláson belül gondoskodni kell az eltolódó egyen szint visszaállításáról, ezt szinteltoló megoldásokkal tehetjük meg.

#### Szinteltolás feszültségosztóval
Hátránya, hogy nemcsak a DC szintet tolja el, hanem csillapít is, ezért nem célszerű alkalmazni.

#### Diódás szinteltolás
A dióda nyitó irányba előfeszítve 0,6 – 0,7V egyenfeszültségű szinteltolást eredményez, a katódja és az anódja között. Váltakozó áramúlag viszont nagyon kis dinamikus ellenállással rendelkezik, ezért a hasznos jelet alig osztja le, ehhez feltétel, hogy munkaponti feszültségnél sokkal kisebb legyen a váltakozó jel amplitúdója.

#### AzRCcsatolású erősítők
Ha nem szükséges a DC jel erősítése, nem használunk DC csatolást A két erősítőfokozat közé csatolókondenzátorokat teszünk. A kondenzátor az előző fokozat kimeneti (Rki) és a következő fokozat bemeneti (Rbe) ellenállásával egy RC időállandót (Tau) alkot, mely frekvenciafüggő jelátvitelt okoz. Másképpen a csatolókondenzátor egy felül áteresztő szűrőt képez az ellenállással emiatt az erősítő jelátvitele frekvenciafüggő lesz. A csatolókondenzátorok frekvenciafüggő hatása az alacsonyfrekvenciás jelek csillapítását okozza, ezt a frekvenciafüggő jelátvitelt lineáris torzításnak nevezzük.
A bemeneti csatolókondenzátor a generátor belső ellenállásából és az erősítő bemeneti ellenállásából egy RC időállandót alkot
- {\displaystyle Tbe=C1*(Rg+rbe)}
- {\displaystyle Tki=C2*(Rt+rki)}

Az időállandók által meghatározott frekvenciát törésponti frekvenciának nevezzük. Egy időállandó által okozott csillapítást törésponti frekvenciát -3 dB. A csatolókondenzátor felül áteresztő szűrőt alkot → a törésponti frekvencia alatt 20 dB/dekád meredekséggel csökken a jelátvitel.
Többfokozatú erősítőkben az előző fokozat a következő fokozat terheléseként tekinthető. Így minden két fokozat között meghatározható a törésponti frekvencia Ezek közül a legnagyobb az alsó határfrekvencia (fa). Az egymáshoz közel eső töréspontok hatása összeadódik és módosítja a karakterisztikát. Ezért úgy kell megválasztani az időállandókat, hogy egy alsó határfrekvencia meghatározó legyen. Ez célszerűen a bemeneti és a többi pedig ennél legalább 1 dekáddal alacsonyabb frekvencián legyen 
- Az emitterkondenzátor hatása

Az emitterkondenzátor szerepe, hogy a működési frekvenciatartományban az Re ellenállás váltakozó áramúlag rövidre zárja. Mert ellenkező esetben az Re erősítéscsökkenést okoz. Ezért úgy méretezzük az Ce-t, hogy az emitterközi időállandó legalább 10X-e legyen az alsó határfrekvenciához tartozó időállandónak.

#### A transzformátoros csatolás
A transzformátor működése az ön és a kölcsönös indukción alapszik. A transzformátor egy indukciós átalakító, mely váltakozó áramon működik. A táplált tekercsét primernek az egy vagy több kimeneti oldali tekercsét szekundernek nevezzük. A primer és a szekunder oldali feszültségek arányát a menetszámok aránya határozza meg.
A transzformátor tekercsei szigeteltek, így a primer és a szekunder oldal között nincs galvanikus kapcsolat. Ezért összekapcsolt erősítőfokozatok egyenáramnál mint az RC csatolásnál, váltakozó áramnál lehetőséget ad az eltérő bemeneti és kimeneti ellenállások illesztésére. 
Az áttételek megválasztásával különböző terheléseket tudunk az erősítőhöz illeszteni. Pl.: alacsony impedanciájú hangszórót (4-16 ohm). Erre szolgál a kimenő transzformátor. A transzformátor primer és szekunder tekercse között 180 fokos fázisfordítást hoz létre.
- A terhelő ellenállás értékét a transzformátor meneteinek számának arányának négyzetére emeli.

Középkivezetéses szekunder tekercsel egy vezérlőjelből két ellenfázisú vezérlőjelet tudunk előállítani. Ezt hívjuk fázisfordító transzformátornak.
A primer és a szekunder tekercsel párhuzamosan kapcsolt kondenzátorokkal rezgőköröket alkotunk. Így olyan erősítőhöz jutunk, mely megadott frekvenciájú jeleket erősít. 
A transzformátor hátránya a nagy tömeg, a keskeny működési frekvenciatartomány. Az alacsonyfrekvenciás transzformátorokat lemezelt vasmaggal készítik. A nagyfrekvenciás transzformátorokat porvasmaggal készítik FERRIT mágnesek, ez ferromágneses szemcsékből áll, amit porkohászati úton állítanak elő.

### Visszacsatolás
- Negatív visszacsatolás

A visszacsatolt jel ellentétes fázisban van a bemenő jellel. Jól alkalmazható erősítéshez. 
- Pozitív visszacsatolás

A visszacsatolt jel fázisban van a bemenő jellel; ez gerjedést okozhat. Oszcillátorokhoz használható.

## Zaj és torzítás
- termikus zaj (hőmozgásból adódik)
- sörétzaj (a PN-átmeneten áthaladó töltéshordozók okozzák)
- villódzási zaj (gyártási hibák; ill. a MOSFET alaptulajdonsága)

- Lineáris torzítások
- Nemlineáris torzítások
  - Harmonikus
  - Modulációs

## Fordítás
- Ez a szócikk részben vagy egészben  az   Amplifier című angol Wikipédia-szócikk fordításán alapul.  Az eredeti cikk szerkesztőit annak laptörténete sorolja fel. Ez a jelzés csupán a megfogalmazás eredetét és a szerzői jogokat jelzi, nem szolgál a cikkben szereplő információk forrásmegjelöléseként.